# Jeff Hume
Jeff Hume (North Vancouver, 25 agosto 1979) è un ex sciatore alpino canadese.

## Biografia
Hume, originario di Whistler, in Nor-Am Cup esordì il 19 dicembre 1994 a Lake Louise in supergigante (49º) e ottenne il primo podio il 5 marzo 2000 a Whistler in discesa libera (2º); esordì in Coppa del Mondo il 23 novembre 1999 a Vail/Beaver Creek in slalom speciale, senza completare la prova, e il 9 dicembre 2001 ottenne a Lake Louise in discesa libera la prima vittoria in Nor-Am Cup. Ai Mondiali di Sankt Moritz 2003, suo esordio iridato, si classificò 22º nella combinata e non completò la discesa libera e il supergigante; sempre nel 2003, il 17 dicembre, conquistò a Lake Louise in supergigante l'ultima vittoria, nonché ultimo podio, in Nor-Am Cup.
L'8 gennaio 2005 ottenne a Chamonix in discesa libera il miglior piazzamento in Coppa del Mondo (6º) e ai successivi Mondiali di Bormio/Santa Caterina Valfurva 2005, suo congedo iridato, si classificò 30º nella discesa libera e non completò il supergigante. Prese per l'ultima volta il via in Coppa del Mondo il 10 dicembre dello stesso anno a Val-d'Isère in discesa libera (38º) e si ritirò al termine della stagione 2005-2006; la sua ultima gara fu lo slalom speciale dei Campionati canadesi 2006, disputato il 28 marzo a Whistler e chiuso da Hume al 20º posto.

## Palmarès

### Coppa del Mondo
- Miglior piazzamento in classifica generale: 93º nel 2005

### Nor-Am Cup
- Miglior piazzamento in classifica generale: 3º nel 2002
- Vincitore della classifica di supergigante nel 2002
- 10 podi:
  - 4 vittorie
  - 5 secondi posti
  - 1 terzo posto

#### Nor-Am Cup - vittorie
| Data             | Località    | Paese  | Specialità |
| ---------------- | ----------- | ------ | ---------- |
| 9 dicembre 2001  | Lake Louise | Canada | DH         |
| 24 febbraio 2002 | Le Massif   | Canada | SG         |
| 24 febbraio 2002 | Le Massif   | Canada | SG         |
| 17 dicembre 2003 | Lake Louise | Canada | SG         |

Legenda:

DH = discesa libera

SG = supergigante

### Campionati canadesi
- 4 medaglie:
  - 4 bronzi (slalom gigante nel 2000; discesa libera nel 2002; supergigante nel 2003; discesa libera nel 2004)